# Alexandre Barrière (artiste)
Pour les articles homonymes, voir Alexandre Barrière et Barrière.
Daniel Alexis François Barrière dit Barrière aîné ou Alexandre Barrière, né à Paris le 22 octobre 1792 et mort le 30 août 1865 dans le 6e arrondissement de Paris, est un auteur dramatique, graveur et chansonnier français.

## Biographie
Graveur, élève de son père, on lui doit une partie des plans de campagne du maréchal Laurent de Gouvion-Saint-Cyr ainsi que des cartes de la Souabe, de la Russie, de Corse ou d'Espagne et du comté de Mayo. Il fit aussi des gravures pour la librairie.
Ses pièces ont été représentées sur les plus grandes scènes parisiennes du XIXe siècle : Théâtre du Vaudeville, Théâtre des Variétés, Théâtre de l'Ambigu-Comique, etc.
Ses chansons ont été publiées dans l'ouvrage Étrennes lyriques ou Recueil de romances et nocturnes, avec accompagnement de piano ou harpes de Antoine Romagnesi en 1829.
Il est l'oncle de Théodore Barrière.

## Pièces dramatiques et chansons
- Le Mari en vacances, comédie-vaudeville en 1 acte, avec Marc-Antoine Désaugiers, 1813
- Trois pour une ou les absents n'ont pas toujours tort, comédie-vaudeville en 1 acte, avec Désaugiers, 1816
- La Vendange normande, ou les Deux voisins, vaudeville en 1 acte, avec Michel-Joseph Gentil de Chavagnac, 1817
- Notre Grand'mère, chansonnette, 1830
- Mon bonnet de nuit, comédie-vaudeville en 1 acte, avec Georges-Louis-Jacques Duval, 1835
- Oui et non, comédie-vaudeville en 2 actes, 1835
- Les savetiers francs-juges, chronique messinaise en trois actes, mêlée de chants, 1837
- Les Pages de Louis XII, comédie mêlée de chant, en 2 actes, avec Ferdinand de Villeneuve, 1840
- Le poète, ou Les droits de l'auteur, comédie en un acte et en vers, 1842
- L'Autel de la Patrie, hymne national, musique de Félix Marie, 1848
- Le legs, comédie de Marivaux mise en vers, 1857
- La Sainte-Catherine, ou Un bienfait n'est jamais perdu, à-propos-vaudeville en 1 acte, 1861